# كاظم أباد (مشكين شهر)
كاظم أباد هي قرية في مقاطعة مشكين شهر، إيران. عدد سكان هذه القرية هو 199 في سنة 2006.